# Bodilprisen for bedste ikke-amerikanske film
Bodilprisen for bedste ikke-amerikanske film er en filmpris, der blev uddelt af Filmmedarbejderforeningen som en af Bodilpriserne. Prisen blev oprindeligt uddelt under navnet Bedste europæiske film og blev uddelt under dette navn ved den første bodiluddeling i 1948 og indtil 2000, hvorefter kategorien skiftede navn til Bedste ikke-amerikanske film for at kunne omfavne alle film, produceret udenfor USA (og Danmark). Prisen blev uddelt sidste gang ved uddelingen i 2023, hvorefter det blev besluttet i stedet at opdele priserne til udenlandske film i kategorierne Bodilprisen for bedste engelsksprogede film og Bodilprisen for bedste ikke-engelsksprogede film.
Dommerkomiteen kunne vælge ikke at uddele prisen, hvis den ikke fandt nogen film værdige; den situation opstod imidlertid aldrig.
Frankrig er den nation, der har modtaget flest priser i denne kategori med i alt 20 priser, efterfulgt af Sverige med 13 priser og Storbritannien og Italien, begge med 11 priser. Den svenske instruktør Ingmar Bergman holder rekorden for at være modtager af flest priser i denne kategori med i alt 4 priser (1957, 1959, 1974 og 1979). Han er efterfulgt af franske François Truffaut, italienske Federico Fellini og polske Krzysztof Kieslowski, der hver har 3 priser.

## 1940'erne
| År   | Film                    | Instruktør                           | Land           |
| ---- | ----------------------- | ------------------------------------ | -------------- |
| 1948 | En sag om liv eller død | Michael Powell og Emeric Pressburger | Storbritannien |
| 1949 | Hamlet                  | Laurence Olivier                     | Storbritannien |

## 1950'erne
| År   | Film                 | Instruktør       | Land           |
| ---- | -------------------- | ---------------- | -------------- |
| 1950 | Øjenvidnet           | Carol Reed       | Storbritannien |
| 1951 | Cykeltyven           | Vittorio De Sica | Italien        |
| 1952 | Skyggen af en mand   | Anthony Asquith  | Storbritannien |
| 1953 | Kun en mor           | Alf Sjöberg      | Sverige        |
| 1954 | Forbudte lege        | René Clément     | Frankrig       |
| 1955 | Umberto D.           | Vittorio De Sica | Italien        |
| 1956 | La Strada            | Federico Fellini | Italien        |
| 1957 | Sommernattens smil   | Ingmar Bergman   | Sverige        |
| 1958 | I en udkant af Paris | René Clair       | Frankrig       |
| 1959 | Ved vejs ende        | Ingmar Bergman   | Sverige        |

## 1960'erne
| År   | Film                   | Instruktør        | Land            |
| ---- | ---------------------- | ----------------- | --------------- |
| 1960 | Ung flugt              | François Truffaut | Frankrig        |
| 1961 | Historien om en soldat | Grigorij Tjukhraj | Sovjetunionen   |
| 1962 | Rocco og hans brødre   | Luchino Visconti  | Italien         |
| 1963 | Jules og Jim           | François Truffaut | Frankrig        |
| 1964 | 8½                     | Federico Fellini  | Italien         |
| 1965 | Silkehud               | François Truffaut | Frankrig        |
| 1966 | Spillets regler        | Jean Renoir       | Frankrig        |
| 1967 | Blondinens kærlighed   | Milos Forman      | Tjekkoslovakiet |
| 1968 | Dagens skønhed         | Luis Buñuel       | Spanien         |
| 1969 | Playtime               | Jacques Tati      | Frankrig        |

## 1970'erne
| År   | Film                 | Instruktør             | Land              |
| ---- | -------------------- | ---------------------- | ----------------- |
| 1970 | Oprøret i Ådalen     | Bo Widerberg           | Sverige           |
| 1971 | Slagteren            | Claude Chabrol         | Frankrig/ Italien |
| 1972 | Døden i Venedig      | Luchino Visconti       | Italien           |
| 1973 | Nybyggerne           | Jan Troell             | Sverige           |
| 1974 | Hvisken og råb       | Ingmar Bergman         | Sverige           |
| 1975 | Amarcord             | Federico Fellini       | Frankrig/ Italien |
| 1976 | Profession: Reporter | Michelangelo Antonioni | Italien           |
| 1977 | 1900                 | Bernardo Bertolucci    | Italien           |
| 1978 | Providence           | Alain Resnais          | Frankrig/ Østrig  |
| 1979 | Høstsonaten          | Ingmar Bergman         | Sverige           |

## 1980'erne
| År   | Film                         | Instruktør         | Land                                   |
| ---- | ---------------------------- | ------------------ | -------------------------------------- |
| 1980 | Bliktrommen                  | Volker Schlöndorff | Tyskland                               |
| 1981 | Max Havelaar                 | Fons Rademakers    | Holland/ Indonesien                    |
| 1982 | Den franske løjtnants kvinde | Karel Reisz        | Storbritannien                         |
| 1983 | Den enfoldige morder         | Hans Alfredson     | Sverige                                |
| 1984 | Carmen                       | Carlos Saura       | Spanien                                |
| 1985 | Paris, Texas                 | Wim Wenders        | Frankrig/ Vesttyskland/ Storbritannien |
| 1986 | Ran                          | Akira Kurosawa     | Frankrig/ Japan                        |
| 1987 | Mit liv som hund             | Lasse Hallström    | Sverige                                |
| 1988 | Round Midnight               | Bertrand Tavernier | Frankrig                               |
| 1989 | Vi ses igen                  | Louis Malle        | Frankrig                               |

## 1990'erne
| År   | Film                              | Instruktør           | Land                              |
| ---- | --------------------------------- | -------------------- | --------------------------------- |
| 1990 | En lille film om kunsten at dræbe | Krzysztof Kieslowski | Polen                             |
| 1991 | Dekalog                           | Krzysztof Kieslowski | Polen                             |
| 1992 | Life Is Sweet                     | Mike Leigh           | Storbritannien                    |
| 1993 | Howards End                       | James Ivory          | Storbritannien                    |
| 1994 | The Piano                         | Jane Campion         | Australien/ Frankrig/ New Zealand |
| 1995 | Rød                               | Krzysztof Kieslowski | Polen                             |
| 1996 | L'America                         | Gianni Amelio        | Italien                           |
| 1997 | Trainspotting                     | Danny Boyle          | Storbritannien                    |
| 1998 | Det' bare mænd                    | Peter Cattaneo       | Storbritannien                    |
| 1999 | My Name Is Joe                    | Ken Loach            | Storbritannien                    |

## 2000'erne
| År                                         | Film                                 | Instruktør                          | Land |
| ------------------------------------------ | ------------------------------------ | ----------------------------------- | ---- |
| 2000                                       |                                      |                                     |      |
| Alt om min mor                             | Pedro Almodóvar                      | Spanien                             |      |
| 2001                                       |                                      |                                     |      |
| Tiger på spring, drage i skjul             | Ang Lee                              | Kina                                |      |
| Flugten fra Hønsegården                    | Nick Park                            | Storbritannien                      |      |
| East Is East                               | Damien O'Donnell                     | Storbritannien                      |      |
| Tillsammans                                | Lukas Moodysson                      | Sverige                             |      |
| The Road Home                              | Zhang Yimou                          | Kina                                |      |
| 2002                                       |                                      |                                     |      |
| Sange fra anden sal                        | Roy Andersson                        | Sverige                             |      |
| In the Mood for Love                       | Wong Kar-wai                         | Hongkong                            |      |
| Amores perros                              | Alejandro González Iñárritu          | Mexico                              |      |
| The Circle                                 | Jafar Panahi                         | Iran                                |      |
| Moulin Rouge!                              | Baz Luhrmann                         | Australien                          |      |
| 2003                                       |                                      |                                     |      |
| Tal til hende                              | Pedro Almodóvar                      | Spanien                             |      |
| The Man Without a Past                     | Aki Kaurismäki                       | Finland                             |      |
| Yi Yi                                      | Edward Yang                          | Taiwan                              |      |
| Y tu mamá también                          | Alfonso Cuarón                       | Mexico                              |      |
| La Pianiste                                | Michael Haneke                       | Frankrig                            |      |
| 2004                                       |                                      |                                     |      |
| Good Bye, Lenin!                           | Wolfgang Becker                      | Tyskland                            |      |
| Sweet Sixteen                              | Ken Loach                            | Storbritannien                      |      |
| City of God                                | Fernando Meirelles og Kátia Lund     | Brasilien                           |      |
| Guddommelig indgriben                      | Elia Suleiman                        | Frankrig                            |      |
| Irréversible                               | Gaspar Noé                           | Frankrig                            |      |
| 2005                                       |                                      |                                     |      |
| Se på mig                                  | Agnès Jaoui                          | Frankrig                            |      |
| Gegen die Wand                             | Fatih Akın                           | Tyskland/ Tyrkiet                   |      |
| I'm Not Scared                             | Gabriele Salvatores                  | Italien                             |      |
| Take My Eyes                               | Icíar Bollaín                        | Spanien                             |      |
| The Return                                 | Andrej Zvjagintsev                   | Rusland                             |      |
| 2006                                       |                                      |                                     |      |
| Der Untergang                              | Oliver Hirschbiegel                  | Tyskland                            |      |
| Sophie Scholl - De sidste dage             | Marc Rothemund                       | Tyskland                            |      |
| Spring, Summer, Fall, Winter... and Spring | Kim Ki-duk                           | Sydkorea                            |      |
| Vera Drakes hemmelighed                    | Mike Leigh                           | Storbritannien                      |      |
| Walter og Trofast - Det store grøntsagskup | Nick Park og Steve Box               | Storbritannien                      |      |
| 2007                                       |                                      |                                     |      |
| De andres liv                              | Florian Henckel-Donnersmarck         | Tyskland                            |      |
| L'Enfant                                   | Jean-Pierre Dardenne og Luc Dardenne | Belgien                             |      |
| Skjult                                     | Michael Haneke                       | Frankrig/ Østrig/ Tyskland/ Italien |      |
| The Queen                                  | Stephen Frears                       | Storbritannien                      |      |
| Volver                                     | Pedro Almodóvar                      | Spanien                             |      |
| 2008                                       |                                      |                                     |      |
| Pans Labyrint                              | Guillermo del Toro                   | Mexico                              |      |
| 4 måneder, 3 uger og 2 dage                | Cristian Mungiu                      | Rumænien                            |      |
| Eastern Promises                           | David Cronenberg                     | Storbritannien/ Canada              |      |
| Persepolis                                 | Marjane Satrapi                      | Frankrig                            |      |
| Reprise                                    | Joachim Trier                        | Norge                               |      |
| 2009                                       |                                      |                                     |      |
| Lad den rette komme ind                    | Tomas Alfredsson                     | Sverige                             |      |
| Børnehjemmet                               | Juan Antonio Bayona                  | Spanien                             |      |
| Control                                    | Anton Corbijn                        | Storbritannien                      |      |
| Gomorrah                                   | Matteo Garrone                       | Italien                             |      |
| Maria Larssons evige øjeblik               | Jan Troell                           | Sverige                             |      |

## 2010'erne
| År                             | Film                                 | Instruktør                 | Land |
| ------------------------------ | ------------------------------------ | -------------------------- | ---- |
| 2010                           |                                      |                            |      |
| Waltz with Bashir              | Ari Folman                           | Israel                     |      |
| Boy A                          | John Crowley                         | Storbritannien             |      |
| Il Divo                        | Paolo Sorrentino                     | Italien                    |      |
| Jeg har elsket dig så længe    | Philippe Claudel                     | Frankrig/ Canada           |      |
| Klassen                        | Laurent Cantet                       | Frankrig                   |      |
| 2011                           |                                      |                            |      |
| Det hvide bånd                 | Michael Haneke                       | Østrig                     |      |
| An Education                   | Lone Scherfig                        | Storbritannien             |      |
| Biutiful                       | Alejandro González Iñárritu          | Mexico                     |      |
| Fish Tank                      | Andrea Arnold                        | Storbritannien             |      |
| Profeten                       | Jacques Audiard                      | Frankrig                   |      |
| 2012                           |                                      |                            |      |
| Nader og Simin - en separation | Asghar Farhadi                       | Iran                       |      |
| Another Year                   | Mike Leigh                           | Storbritannien             |      |
| Om Guder og Mænd               | Xavier Beauvois                      | Frankrig                   |      |
| Oslo, 31. august               | Joachim Trier                        | Norge                      |      |
| Kongens store tale             | Tom Hooper                           | Storbritannien             |      |
| 2013                           |                                      |                            |      |
| Amour                          | Michael Haneke                       | Frankrig                   |      |
| The Artist                     | Michel Hazanavicius                  | Frankrig                   |      |
| Holy Motors                    | Leos Carax                           | Frankrig                   |      |
| Searching for Sugar Man        | Malik Bendjelloul                    | Sverige/ Storbritannien    |      |
| Shame                          | Steve McQueen                        | Storbritannien             |      |
| 2014                           |                                      |                            |      |
| Adèles liv                     | Abdellatif Kechiche                  | Frankrig                   |      |
| The Broken Circle Breakdown    | Felix van Groeningen                 | Belgien                    |      |
| Paradis-trilogien              | Ulrich Seidl                         | Østrig/ Tyskland/ Frankrig |      |
| Smagen af rust og ben          | Jacques Audiard                      | Frankrig                   |      |
| Den store skønhed              | Paolo Sorrentino                     | Italien                    |      |
| 2015                           |                                      |                            |      |
| Force Majeure                  | Ruben Östlund                        | Sverige                    |      |
| To dage, en nat                | Jean-Pierre Dardenne og Luc Dardenne | Frankrig                   |      |
| Fortiden                       | Asghar Farhadi                       | Frankrig/ Italien/ Iran    |      |
| Ida                            | Pawel Pawlikowski                    | Polen                      |      |
| Vintersøvn                     | Nuri Bilge Ceylan                    | Tyrkiet                    |      |
| 2016                           |                                      |                            |      |
| Mommy                          | Xavier Dolan                         | Canada                     |      |
| Leviathan                      | Andrey Zvyagintsev                   | Rusland                    |      |
| Amy                            | Asif Kapadia                         | Storbritannien             |      |
| Mad Max: Fury Road             | George Miller                        | Australien                 |      |
| Marshland                      | Alberto Rodríguez                    | Spanien                    |      |
| 2017                           |                                      |                            |      |
| Min far Toni Erdmann           | Maren Ade                            | Østrig/ Tyskland           |      |
| Sauls søn                      | László Nemes                         | Ungarn                     |      |
| Ex Machina                     | Alex Garland                         | Storbritannien             |      |
| Dagen i morgen                 | Mia Hansen-Løve                      | Frankrig/ Tyskland         |      |
| Jeg, Daniel Blake              | Ken Loach                            | Storbritannien             |      |
| 2018                           |                                      |                            |      |
| The Square                     | Ruben Östlund                        | Sverige                    |      |
| American Honey                 | Andrea Arnold                        | Storbritannien             |      |
| Dunkirk                        | Christopher Nolan                    | Storbritannien             |      |
| Frantz                         | Francois Ozon                        | Frankrig                   |      |
| The Handmaiden                 | Chan-wook Park                       | Sydkorea                   |      |
| 2019                           |                                      |                            |      |
| Roma                           | Alfonso Cuarón                       | Mexico                     |      |
| Burning                        | Lee Chang-dong                       | Sydkorea                   |      |
| Call Me By Your Name           | Luca Guadagnino                      | Italien                    |      |
| Grænse                         | Ali Abbasi                           | Sverige                    |      |
| Shoplifters                    | Hirokazu Kore-eda                    | Japan                      |      |

## 2020'erne
| År                             | Film                           | Instruktør                                  | Land |
| ------------------------------ | ------------------------------ | ------------------------------------------- | ---- |
| 2020                           |                                |                                             |      |
| Parasite                       | Bong Joon-ho                   | Sydkorea                                    |      |
| Kapernaum                      | Nadine Labaki                  | Libanon                                     |      |
| Smerte og ære                  | Pedro Almodóvar                | Spanien                                     |      |
| Sorry We Missed You            | Ken Loach                      | Storbritannien/ Frankrig/ Belgien           |      |
| The Favourite                  | Yorgos Lanthimos               | Storbritannien                              |      |
| 2021                           |                                |                                             |      |
| Portræt af en kvinde i flammer | Céline Sciamma                 | Frankrig                                    |      |
| 1917                           | Sam Mendes                     | Storbritannien                              |      |
| Les Misérables                 | Ladj Ly                        | Frankrig                                    |      |
| Officer og spion               | Roman Polanski                 | Frankrig/ Italien                           |      |
| Til Sama                       | Waad al-Kateab og Edward Watts | Storbritannien                              |      |
| 2022                           |                                |                                             |      |
| The Power of the Dog           | Jane Campion                   | New Zealand/ Australien                     |      |
| Promising Young Woman          | Emerald Fennell                | Storbritannien                              |      |
| Quo Vadis, Aida                | Jasmila Žbanić                 | Bosnien-Hercegovina                         |      |
| The Father                     | Florian Zeller                 | Frankrig/ Storbritannien                    |      |
| Titane                         | Julia Ducournau                | Frankrig/ Belgien                           |      |
| 2023                           |                                |                                             |      |
| Verdens værste menneske        | Joachim Trier                  | Norge/ Frankrig/ Sverige/ Danmark           |      |
| Belfast                        | Kenneth Branagh                | Storbritannien                              |      |
| Decision to Leave              | Park Chan-wook                 | Sydkorea                                    |      |
| Drive My Car                   | Ryusuke Hamaguchi              | Japan                                       |      |
| Triangle of Sadness            | Ruben Östlund                  | Sverige/ Frankrig/ Tyskland/ Storbritannien |      |

## Opgørelse
| Land                | Antal vundne | Antal nomineringer |
| ------------------- | ------------ | ------------------ |
| Frankrig            | 20           | 45                 |
| Sverige             | 14           | 19                 |
| Italien             | 11           | 19                 |
| Storbritannien      | 11           | 39                 |
| Tyskland            | 6            | 12                 |
| Spanien             | 4            | 9                  |
| Østrig              | 3            | 5                  |
| Polen               | 3            | 4                  |
| Mexico              | 2            | 5                  |
| Australien          | 2            | 4                  |
| Canada              | 1            | 3                  |
| Holland             | 1            | 1                  |
| Iran                | 1            | 3                  |
| Israel              | 1            | 1                  |
| Indonesien          | 1            | 1                  |
| Japan               | 1            | 3                  |
| Kina                | 1            | 2                  |
| New Zealand         | 2            | 2                  |
| Sovjetunionen       | 1            | 1                  |
| Sydkorea            | 1            | 5                  |
| Tjekkoslovakiet     | 1            | 1                  |
| Belgien             | 0            | 4                  |
| Brasilien           | 0            | 1                  |
| Finland             | 0            | 1                  |
| Hongkong            | 0            | 1                  |
| Libanon             | 0            | 1                  |
| Norge               | 0            | 3                  |
| Rumænien            | 0            | 1                  |
| Rusland             | 0            | 2                  |
| Taiwan              | 0            | 1                  |
| Tyrkiet             | 0            | 2                  |
| Ungarn              | 0            | 1                  |
| Bosnien-Hercegovina | 0            | 1                  |

| Instruktør           | Antal vundne film | Antal nomineringer | Land             |
| -------------------- | ----------------- | ------------------ | ---------------- |
| Ingmar Bergman       | 4                 | 4                  | Sverige          |
| François Truffaut    | 3                 | 3                  | Frankrig         |
| Federico Fellini     | 3                 | 3                  | Italien          |
| Krzysztof Kieslowski | 3                 | 3                  | Polen            |
| Pedro Almodóvar      | 2                 | 4                  | Spanien          |
| Michael Haneke       | 2                 | 4                  | Østrig/ Frankrig |
| Ruben Östlund        | 2                 | 3                  | Sverige          |
| Vittorio De Sica     | 2                 | 2                  | Italien          |
| Ken Loach            | 1                 | 4                  | Storbritannien   |
| Mike Leigh           | 1                 | 3                  | Storbritannien   |